# Guillem Cabestany
Guillem Cabestany Vives (Sant Pere de Riudebitlles, 17 maggio 1976) è un ex hockeista su pista e allenatore di hockey su pista spagnolo.

## Palmarès

### Club

#### Competizioni nazionali
- Coppa del Re: 2

Reus Deportiu: 2006
Noia: 2008

#### Competizioni internazionali
- Supercoppa d'Europa/Coppa Continentale: 1

Igualada: 1999-2000

### Nazionale
- Campionato mondiale: 1

San Juan 2001

### Allenatore

#### Competizioni nazionali
- Coppa del Re: 2

Vendrell: 2013, 2014
- Coppa Italia: 1

Breganze: 2014-2015
- Campionato portoghese: 2

Porto: 2016-2017, 2018-2019
- Coppa del Portogallo: 3

Porto: 2015-2016, 2016-2017, 2017-2018
- Supercoppa del Portogallo: 4

Porto: 2016, 2017, 2018, 2019
- Elite Cup: 1

Porto: 2019

#### Competizioni internazionali
- Coppa CERS/WSE: 1

Vendrell: 2012-2013
- Coppa Intercontinentale: 1

Porto: 2021

#### Nazionale
- Campionati europei di hockey su pista: 1

Spagna: 2021